# سوني مايرز
سوني مايرز (بالإنجليزية: Sonny Myers)‏ هو مصارع هاوي أمريكي، ولد في 22 يناير 1924 في سانت جوزيف في الولايات المتحدة، وتوفي بنفس المكان في 7 مايو 2007 بسبب مرض.

## روابط خارجية
- سوني مايرز على موقع CageMatch worker (الإنجليزية)